# Relações exteriores da Ucrânia

Países com os quais a Ucrânia (marcados em vermelho) mantém relações diplomáticas.

A Ucrânia mantém relações formais com muitas nações e nas últimas décadas vem estabelecendo relações diplomáticas com um crescente círculo de nações. As relações externas da Ucrânia são guiadas por uma série de prioridades chave delineadas na política externa da Ucrânia.

## Relações ocidentais
A Ucrânia considera a integração euro-atlântica seu principal objetivo de política externa, mas na prática equilibra seu relacionamento com a Europa e os Estados Unidos com fortes laços com a Rússia. O Acordo de Parceria e Cooperação (APC) da União Europeia com a Ucrânia entrou em vigor em 1º de março de 1998. A Estratégia Comum da UE para a Ucrânia, publicada na Cúpula da UE em dezembro de 1999 em Helsinque, reconhece as aspirações de longo prazo da Ucrânia, mas não discute a associação.
Em 31 de janeiro de 1992, a Ucrânia aderiu à Organização para Segurança e Cooperação na Europa e, em 10 de março de 1992, tornou-se membro do Conselho de Cooperação do Atlântico Norte. A Ucrânia também tem um relacionamento próximo com a OTAN e declarou interesse em uma eventual adesão. É o membro mais ativo da Parceria para a Paz (PfP). Os planos para a adesão da Ucrânia à OTAN foram arquivados pela Ucrânia após a eleição presidencial ucraniana de 2010, na qual Viktor Yanukovych foi eleito presidente.
Yanukovych optou por manter a Ucrânia como um estado não alinhado. Isso se materializou em 3 de junho de 2010, quando o parlamento ucraniano excluiu, com 226 votos, o objetivo de "integração na segurança euro-atlântica e adesão à OTAN" da estratégia de segurança nacional do país, dando ao país um status não alinhado.
A Ucrânia então considerou as relações com a OTAN como uma parceria. A Ucrânia e a OTAN continuaram a realizar seminários conjuntos e exercícios táticos e estratégicos conjuntos. Após a expulsão de Yanukovych em fevereiro de 2014 e a intervenção militar russa na Ucrânia, a nação renovou seu desejo de adesão à OTAN. Em 23 de dezembro de 2014, a Verkhovna Rada aboliu, com 303 votos, o status de não-alinhado da Ucrânia.

## Relações com os estados da CEI
As relações da Ucrânia com a Rússia são complicadas pela dependência energética e pelos atrasos nos pagamentos. No entanto, as relações melhoraram com a ratificação em 1998 do Tratado bilateral de Amizade e Cooperação. Os dois lados assinaram uma série de acordos sobre a divisão final e disposição da antiga frota soviética do Mar Negro que ajudaram a reduzir as tensões.

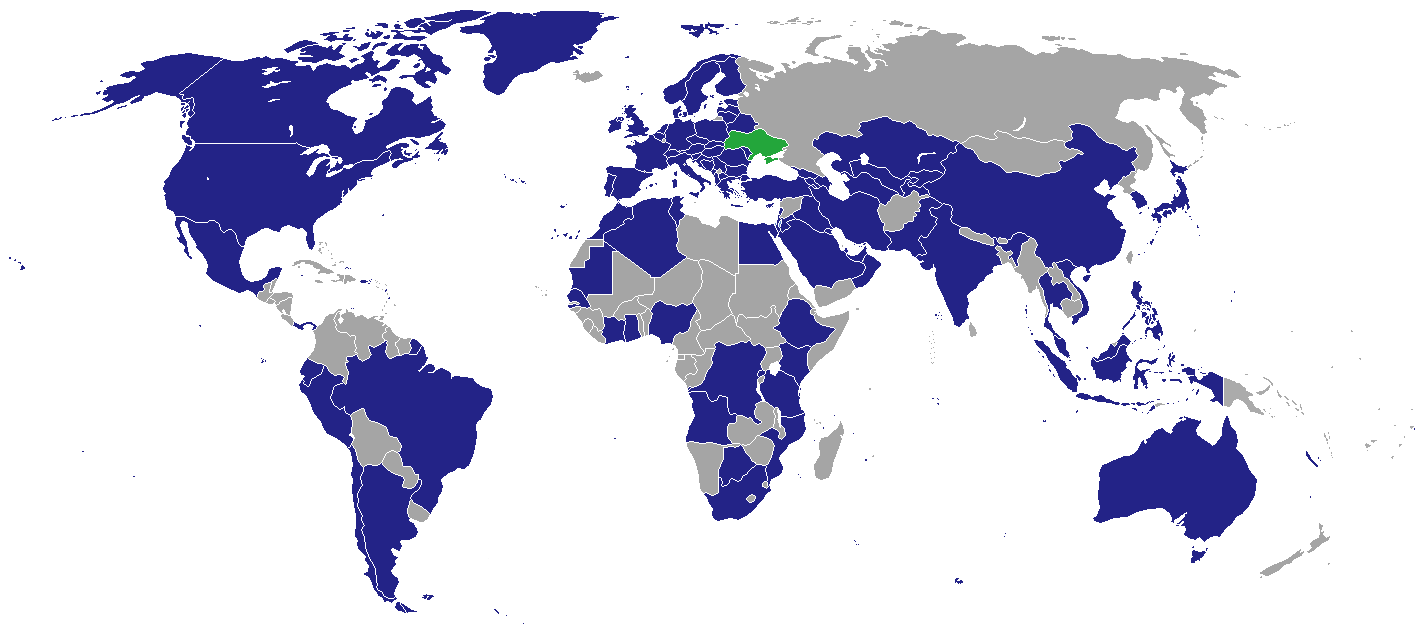
Missões diplomáticas da Ucrânia

A Ucrânia tornou-se membro (não oficial) da Comunidade de Estados Independentes (CEI) em 8 de dezembro de 1991. Em janeiro de 1993, recusou-se a endossar um projeto de estatuto que fortalecesse os laços políticos, econômicos e de defesa entre os membros da CEI e deixou completamente de participar como membro em março de 2014. A Ucrânia foi um dos membros fundadores do GUAM (Geórgia-Ucrânia-Azerbaijão-Moldávia).

## Disputas internacionais

### Bielorrússia
O tratado de fronteira de 1997 com a Bielo-Rússia permanece não ratificado devido a reivindicações financeiras não resolvidas, paralisando a demarcação e reduzindo a segurança nas fronteiras.

### Rússia
A partir de novembro de 2013, a decisão do presidente ucraniano, Viktor Yanukovych, de desistir da assinatura de um acordo de integração com a União Europeia iniciou um período de agitação civil entre os ucranianos que favoreciam a integração com a União Europeia e aqueles que desejavam laços mais estreitos com a Rússia.
Isso culminou na Revolução da Dignidade. A Rússia aproveitou essa instabilidade política para anexar a Crimeia em março de 2014, embora a Ucrânia ainda reivindique a soberania sobre o território. A Rússia também supostamente apoiou as forças separatistas na Guerra em Donbass. Em dezembro de 2015, hackers russos invadiram as redes elétricas da Ucrânia, levando a um blecaute e terror generalizado.
Em 24 de fevereiro de 2022, as relações diplomáticas com a Rússia foram cortadas em resposta à invasão russa da Ucrânia.

## Relações por país

### Multilateral
| Organização    | As relações formais começaram | Notas |
| -------------- | ----------------------------- | --- |
| União Europeia | Dezembro de 1991              | A Parceria Oriental destina-se a complementar a Dimensão Setentrional, proporcionando um fórum institucionalizado para a discussão de acordos de vistos, acordos de comércio livre e acordos de parceria estratégica com os vizinhos orientais da UE. |
| Nações Unidas  | 1945                          | Ver Comissão Económica da Europa, Organização para a Segurança e Cooperação na Europa |

### África
| País          | As relações formais começaram | Notas |
| ------------- | ----------------------------- | --- |
| Algeria       | 20 de agosto de 1992          | - A Argélia reconheceu a independência da Ucrânia em 1992. - A Argélia tem uma embaixada em Kiev. - A Ucrânia tem uma embaixada em Argel (inaugurada em 1999).  |
| Botswana      | 3 de março de 2004            | - Botsuana reconheceu a independência da Ucrânia em 11 de fevereiro de 1992.                                                                                    |
| Cabo Verde    | 25 de março de 1992           | - A Ucrânia está representada em Cabo Verde pela sua embaixada em Dakar, Senegal.                                                                               |
| Comoros       | 23 de julho de 1993           | - As Comores têm um consulado honorário em Kiev. - A Ucrânia é representada em Comores por sua embaixada em Nairóbi, no Quênia.                                 |
| Egito         | 25 de janeiro de 1992         | - Desde 1993, o Egito tem uma embaixada em Kyiv. - Desde 1993, a Ucrânia tem uma embaixada no Cairo e um consulado honorário em Alexandria.                     |
| Guinea        | 4 de abril de 1992            | - A Ucrânia demonstrou apoio às ditaduras militares na Guiné ao fornecer a milícia de Moussa Dadis Camara.                                                      |
| Guinea-Bissau | 12 de fevereiro de 2009       | - A Ucrânia está representada na Guiné-Bissau pela sua embaixada em Dakar, no Senegal.                                                                          |
| Kenya         | 5 de maio de 1993             | - O Quênia é credenciado para a Ucrânia a partir de sua embaixada em Moscou, na Rússia. - A Ucrânia tem uma embaixada em Nairóbi.                               |
| Mauritania    | 30 de setembro de 1992        | - A Mauritânia é representada na Ucrânia por sua embaixada em Moscou, na Rússia. - A Ucrânia é representada na Mauritânia por sua embaixada em Rabat, Marrocos. |
| South Africa  | 16 de março de 1992           | - A África do Sul estabeleceu sua embaixada em Kiev em outubro de 1992. - A Ucrânia estabeleceu sua embaixada em Pretória em 1995.                              |
| Tunisia       | 24 de junho de 1992           | - A Tunísia reconheceu a independência da Ucrânia em 25 de dezembro de 1991.                                                                                    |
| Uganda        | 7 de setembro de 1994         | - Uganda é representada na Ucrânia por sua embaixada em Moscou, na Rússia. - A Ucrânia é representada em Uganda por sua embaixada em Nairóbi, no Quênia.        |
| Zambia        | 22 de abril de 1993           | - A Zâmbia reconheceu a independência da Ucrânia em 30 de dezembro de 1991.                                                                                     |

### Américas
| País           | As relações formais começaram | Notas | Ref                  |
| -------------- | ----------------------------- | --- | -------------------- |
| Argentina      | 6 Janeiro 1992                | - A Argentina tem uma embaixada em Kyiv. - A Ucrânia tem uma embaixada em Buenos Aires. - Um regime de viagens sem visto entre os dois países começou a operar em outubro de 2011. |                      |
| Belize         | 1 October 1999                | - Belize condenou a invasão russa da Ucrânia em 2022, chamando-a de "ilegal" e "injustificada". | [ 27 ]               |
| Bolivia        | 8 Fevereiro 1992              | - A Bolívia se absteve de uma votação da Assembleia Geral das Nações Unidas condenando a invasão russa da Ucrânia em 2022. | [ 28 ]               |
| Brasil         | 11 Fevereiro 1992             | Ver: Relações entre Brasil e Ucrânia - O Brasil reconheceu a independência da Ucrânia em 26 de dezembro de 1991. - O recente desenvolvimento de uma indústria espacial conjunta fortaleceu os laços bilaterais entre os dois países. A Ucrânia considera o Brasil seu principal parceiro comercial na América Latina e tem sido um defensor ativo da candidatura brasileira a um assento permanente no Conselho de Segurança das Nações Unidas. | [ 29 ] [ 30 ]        |
| Canada         | 27 Janeiro 1992               | - O Canadá abriu sua embaixada em Kyiv em abril de 1992, e a Embaixada da Ucrânia em Ottawa abriu em outubro do mesmo ano, paga principalmente por doações da comunidade ucraniana-canadense. - A Ucrânia abriu um consulado geral em Toronto em 1993 e anunciou planos para abrir outro em Edmonton em 2008. O Canadá também tem um consulado em L'viv.                                                                                        | [ 31 ]               |
| Cuba           | 12 March 1992                 | - Cuba tem uma embaixada em Kyiv. - A Ucrânia tem uma embaixada em Havana. |                      |
| Dominica       | 25 April 2019                 | - Ambos os países estabeleceram relações diplomáticas em 25 de abril de 2019. - Os dois países também assinaram um acordo de isenção de vistos. | [ 32 ] [ 33 ] [ 34 ] |
| El Salvador    | 14 April 1999                 | - El Salvador se absteve de uma votação da Assembleia Geral das Nações Unidas condenando a invasão russa da Ucrânia em 2022. | [ 35 ]               |
| Guyana         | 15 November 2001              | - El Salvador se absteve de uma votação da Assembleia Geral das Nações Unidas condenando a invasão russa da Ucrânia em 2022. | [ 35 ]               |
| Honduras       | 17 September 2002             | - El Salvador se absteve de uma votação da Assembleia Geral das Nações Unidas condenando a invasão russa da Ucrânia em 2022. | [ 35 ]               |
| Mexico         | 14 January 1992               | - O México tem uma embaixada em Kiev. - A Ucrânia tem uma embaixada na Cidade do México. | [ 37 ] [ 38 ]        |
| Panama         | 21 May 1993                   | - O Panamá se absteve de uma votação da Assembleia Geral das Nações Unidas condenando a invasão russa da Ucrânia em 2022. | [ 35 ]               |
| Paraguai       | 26 Fevereiro 1993             | - O Paraguai está representado na Ucrânia através de sua embaixada em Moscou. - A Ucrânia está representada no Paraguai através de sua embaixada em Buenos Aires e de um consulado honorário em Assunção. - Há uma importante comunidade de pessoas de origem ucraniana no Paraguai (entre 10.000 e 15.000 pessoas), a maioria dos quais chegou no início do século XX.                                                                         |                      |
| Peru           | 7 May 1992                    | - O Peru é credenciado na Ucrânia por sua embaixada em Moscou, na Rússia. - A Ucrânia tem uma embaixada em Lima. |                      |
| Estados Unidos | 3 Janeiro 1992                | - Os Estados Unidos apoiaram o país na votação da Assembleia Geral das Nações Unidas condenando a invasão russa da Ucrânia em 2022. | [ 35 ]               |
| Uruguai        | 18 May 1992                   | - A Ucrânia está representada no Uruguai através de sua embaixada em Buenos Aires. - O Uruguai está representado na Ucrânia por meio de sua embaixada em Moscou e por meio de um consulado honorário em Kiev. |                      |
| Venezuela      | 29 September 1993             | - Em 2019, a Ucrânia reconheceu Juan Guaidó como presidente da Venezuela. | [ 42 ]               |

### Ásia
| País            | Início das relações                      | Notas |
| --------------- | ---------------------------------------- | --- |
| Armenia         | 25 December 1991                         | - As relações armênio-ucranianas duram séculos e hoje são cordiais. - As comunidades armênias existiam no Estado medieval de Kiev desde o século XII. Essas comunidades se desenvolveram em assentamentos armênios. - A Armênia tem uma embaixada em Kyiv e consulados em Odesa e Yalta. - A Ucrânia tem uma embaixada em Yerevan. |
| China           | 4 January 1992                           | Ver Relações entre China e Ucrânia - A China tem uma embaixada em Kiev e um consulado-geral em Odessa. - A Ucrânia tem uma embaixada em Pequim e um consulado-geral em Xangai. - As relações comerciais entre a Ucrânia e a China se intensificaram desde 2008 e estão crescendo; por exemplo, várias empresas chinesas estão interessadas em investir na construção de uma grande estrada orbital em torno de Kiev e na construção de várias pontes sobre o Rio Dnipro. A China pretende conceder um empréstimo de 25 milhões de yuans (cerca de US$ 3,7 milhões) à Ucrânia. - A Ucrânia também começou a fornecer à China motores a jato para aeronaves militares. |
| Georgia         | 22 July 1992                             | - Desde sua independência da União Soviética, ambos os países se consideram parceiros estratégicos e estabeleceram relações políticas e culturais estreitas. Durante a era Shevardnadze, o governo georgiano manteve relações estreitas com a Ucrânia. No entanto, o relacionamento melhorou ainda mais após a Revolução Rosa na Geórgia e a Revolução Laranja na Ucrânia. Durante as Revoluções Laranjas, muitos georgianos se reuniram em Kyiv em apoio a Viktor Yushchenko. Ambos os países mantêm uma orientação política pró-ocidental e aspiram a aderir à OTAN e à União Europeia. - A estreita amizade entre os presidentes Mikheil Saakashvili e Viktor Yushchenko também desempenhou um papel importante na recente unidade política e cultural dos dois países. No entanto, a unidade cultural e política entre duas nações existia há muito tempo. Há muitos eventos culturais em ambos os cortesãos, celebrando as relações estreitas entre o povo georgiano e ucraniano. |
| India           | 17 January 1992                          | - A Embaixada da Índia em Kiev foi aberta em maio de 1992 e a Ucrânia abriu sua missão em Nova Delhi em fevereiro de 1993. O Consulado Geral da Índia em Odessa funcionou de 1962 até seu fechamento em março de 1999. |
| Iraq            | 16 December 1992                         | - A Ucrânia tem uma embaixada em Bagdá e o Iraque tem uma embaixada em Kiev. - Um pequeno contingente de ucranianos operou no Iraque após a invasão do Iraque, principalmente no que diz respeito ao trabalho policial e à reconstrução. |
| Israel          | 26 December 1991                         | - Israel tem uma embaixada em Kiev. - A Ucrânia tem uma embaixada em Tel Aviv e um consulado-geral em Haifa. |
| Japan           | 26 January 1992                          | - O Japão estendeu o reconhecimento ao estado ucraniano em 28 de dezembro de 1991, imediatamente após a dissolução da União Soviética. - A Ucrânia mantém uma embaixada em Tóquio. - Japão mantém uma embaixada em Kiev. |
| Coreia do Norte | 9 de janeiro de 1992–13 de julho de 2022 | - A Coreia do Norte reconheceu a Ucrânia independente em 9 de janeiro de 1992. - A Ucrânia mostrou ter vendido motores de foguetes usados para mísseis para a Coreia do Norte. - A Ucrânia cortou relações diplomáticas com a Coreia do Norte em 13 de julho de 2022, depois que a Coreia do Norte reconheceu a independência das regiões orientais de Luhansk e Donetsk, e desde então retirou o reconhecimento da Coreia do Norte ao referir-se à "Coreia" como a República da Coreia na lista de missões diplomáticas estrangeiras listadas no site do MFA ucraniano. |
| Singapura       | 31 March 1992                            | - Cingapura reconheceu a independência da Ucrânia em 2 de janeiro de 1992. - Singapura está representada na Ucrânia através da sua embaixada em Moscou. - Desde dezembro de 2002, a Ucrânia tem uma embaixada e um consulado honorário em Cingapura. - Em 2007, os dois países iniciaram negociações para um acordo de livre comércio. |
| Taiwan          | Sem relações oficiais                    | - Após a queda da União Soviética, Taiwan tentou estabelecer relações diplomáticas com a Ucrânia antes da China, mas acabou fracassando após duas visitas diplomáticas do vice-ministro das Relações Exteriores Chiang Hsiao-yen. - Durante a invasão russa da Ucrânia em 2022, Taiwan enviou 27 toneladas de ajuda humanitária para a Ucrânia. |
| Turquia         | 3 February 1992                          | A Turquia e a Ucrânia têm uma longa cronologia de contato histórico, geográfico e cultural. As relações diplomáticas entre os dois países foram estabelecidas no início da década de 1990, quando a Turquia se tornou um dos primeiros estados do mundo a anunciar oficialmente o reconhecimento da Ucrânia soberana. - A Turquia tem uma embaixada em Kiev e um consulado geral em Odessa. - A Ucrânia tem uma embaixada em Ancara e um consulado geral em Istambul. |

### Europa
A Ucrânia e todos os estados membros da ONU na Europa, exceto Belarus e Cazaquistão, são membros do Conselho da Europa.
| País                   | Início das relações                 | Notas |
| ---------------------- | ----------------------------------- | --- |
| Austria                | 24 Janeiro 1992                     | - A Ucrânia inclui uma grande parte do território (parte posterior da Polônia ou Tchecoslováquia antes de 1939) que costumava fazer parte do Império Austro-Húngaro. - A Áustria tem uma embaixada em Kiev e 3 consulados honorários (em Donetsk, Kharkiv e Lviv). - A Ucrânia tem uma embaixada em Viena e dois consulados honorários (em Klagenfurt e Salzburg). |
| Belarus                | 27 December 1991                    | Ver Relações entre Belarus e Ucrânia - Os dois países compartilham 891 km de fronteira. - A Bielorrússia tem uma embaixada em Kiev e um consulado honorário em Lviv. - A Ucrânia tem uma embaixada em Minsk e um consulado geral em Brest. |
| Bélgica                | 10 March 1992                       | - A Bélgica tem uma embaixada em Kiev; A Ucrânia tem uma embaixada em Bruxelas e dois consulados honorários (em Antuérpia e Mons). - Embora politicamente as duas nações não estejam intimamente conectadas, elas têm uma longa história de integração econômica e comércio, com o investimento belga desempenhando um papel na economia ucraniana contemporânea. A partir de 2008, as receitas comerciais geradas entre as duas nações representaram aproximadamente US$ 1 bilhão. |
| Bosnia and Herzegovina | 30 de Janeiro de 1993               | - A Bósnia e Herzegovina está representada na Ucrânia através da sua embaixada em Budapeste (Hungria). - A Ucrânia tem uma embaixada em Sarajevo. |
| Bulgaria               | 13 December 1991                    | - Ambos os países estabeleceram relações diplomáticas em 1992. A Bulgária tem uma embaixada em Kiev e um consulado-geral em Odessa. - A Ucrânia tem uma embaixada em Sofia e um consulado-geral em Varna. |
| Croácia                | 18 Fevereiro 1992                   | - A Croácia tem uma embaixada em Kyiv. - A Ucrânia tem uma embaixada em Zagreb. |
| Cyprus                 | 19 Fevereiro 1992                   | - A embaixada cipriota em Berlim também está credenciada como embaixada não residente na Ucrânia. Chipre também tem dois consulados honorários (em Kyiv e em Mariupol). - A Ucrânia tem uma embaixada em Nicósia e um consulado honorário em Limassol. |
| Czech Republic         | 18 Fevereiro 1992                   | - A República Checa tem uma embaixada em Kiev. - A Ucrânia tem uma embaixada em Praga. |
| Dinamarca              | 12 Fevereiro 1992                   | - A Dinamarca tem uma embaixada em Kiev. - A Ucrânia tem uma embaixada em Copenhague. |
| Estonia                | 4 Janeiro 1992                      | - A Estônia tem uma embaixada em Kiev. - A Ucrânia tem uma embaixada em Tallinn. |
| Finlândia              | 26 Fevereiro 1992                   | - A Finlândia tem uma embaixada em Kiev. - A Ucrânia tem uma embaixada em Helsinque. |
| França                 | 24 January 1992                     | - A França tem uma embaixada em Kiev. - A Ucrânia tem uma embaixada em Paris. |
| Alemanha               | 17 January 1992                     | - A Alemanha tem uma embaixada em Kiev. - A Ucrânia tem uma embaixada em Berlim e três Consulados-Gerais (em Frankfurt, Hamburgo e Munique). |
| Grécia                 | 15 January 1992                     | - A Grécia tem uma embaixada em Kiev e dois consulados-gerais (em Mariupol e Odessa). - A Ucrânia tem uma embaixada em Atenas e um consulado-geral em Salónica. |
| Vaticano               | 8 February 1992                     | Ver Relações diplomáticas da Santa Sé |
| Hungria                | 3 December 1991                     | - A Hungria tem uma embaixada em Kiev, um consulado-geral em Uzhhorod e um consulado em Berehove. - A Ucrânia tem uma embaixada em Budapeste e um consulado-geral em Nyíregyháza. |
| Iceland                | 30 March 1992                       | - A Islândia está representada na Ucrânia através da sua embaixada em Helsínquia. - A Ucrânia está representada na Islândia através da sua embaixada em Helsínquia e através de um consulado honorário em Reykjavík. |
| Irlanda                | 1 April 1992                        | - A Irlanda reconheceu o estado ucraniano em 1991. - A Irlanda tem uma embaixada em Kyiv. - A Ucrânia tem uma embaixada em Dublin. |
| Itália                 | 29 January 1992                     | - A Itália tem uma embaixada em Kiev. - A Ucrânia tem uma embaixada em Roma, um consulado geral em Milão e 4 consulados honorários (em Bari, Florença, Génova, Nápoles, Pádua e Reggio Calabria). - Há cerca de 120.000 pessoas de ascendência ucraniana vivendo na Itália. |
| Moldova                | 27 December 1991                    | - A fronteira entre a Moldávia e a Ucrânia é de 985 quilômetros. - A partir do censo ucraniano de 2001, havia 258.600 moldavos na Ucrânia – o que representa 0,5% da população ucraniana. Para 70,0% dos ucranianos de língua moldava russo (17,6%) e ucraniano (10,7%) são as línguas nativas. |
| Montenegro             | 22 August 2006                      | - A Ucrânia reconheceu a República de Montenegro em 15 de junho de 2006. Ambos os países estabeleceram relações diplomáticas em 22 de agosto de 2006. - A embaixada da Ucrânia em Belgrado está credenciada como embaixada não residente em Montenegro. Em 2008, ambos os países indicaram a intenção de abrir embaixadas de residentes. |
| Holanda                | 1 April 1992                        | - A Holanda tem uma embaixada em Kiev e um consulado em Lviv. - A Ucrânia tem uma embaixada em Haia. |
| Noruega                | 5 February 1992                     | - A Noruega reconheceu a independência da Ucrânia em 1991. - A Noruega tem uma embaixada em Kiev. - A Ucrânia tem uma embaixada e um consulado honorário em Oslo. |
| Polônia                | 4 January 1992                      | Ver Relações entre Polônia e Ucrânia - A Polônia foi o primeiro país do mundo a reconhecer a independência da Ucrânia. As relações têm vindo a melhorar desde então, com a Polônia e a Ucrânia a formar uma forte parceria estratégica. Várias controvérsias de sua história compartilhada ocasionalmente ressurgem nas relações polaco-ucranianas, mas não têm grande influência nas relações bilaterais da Polônia e da Ucrânia. - Ambos os países compartilham uma fronteira de cerca de 529 km. A aceitação do Acordo de Schengen pela Polônia criou problemas com o tráfego fronteiriço ucraniano. Em 1º de julho de 2009, entrou em vigor um acordo sobre tráfego fronteiriço local entre os dois países. Este acordo permite aos cidadãos ucranianos que vivem em regiões fronteiriças atravessarem a fronteira polaca de acordo com um procedimento liberalizado. |
| Portugal               | 27 January 1992                     | Ver Relações entre Portugal e Ucrânia - Portugal reconheceu a independência da Ucrânia em 1991. - Portugal tem uma embaixada em Kiev. - A Ucrânia tem uma embaixada e um consulado honorário em Lisboa e um consulado no Porto. |
| Romania                | 1 February 1992                     | Ver Relações entre Romênia e Ucrânia - A Romênia tem uma embaixada em Kiev e 2 Consulados-Gerais (em Chernivtsi e Odessa). - A Ucrânia tem uma embaixada em Bucareste e um consulado em Suceava. |
| Russia                 | 14 February 1992 – 24 February 2022 | Ver Relações entre Rússia e Ucrânia - A Rússia anteriormente tinha uma embaixada em Kiev e consulados em Kharkiv, Lviv, Odessa e Simferopol. A Ucrânia tinha uma embaixada em Moscou e consulados em Rostov-on-Don, São Petersburgo, Tyumen e Vladivosto. As relações entre os governos dos dois países têm sido hostis desde que a presidência de Leonid Kuchma expirou. O primeiro-ministro russo, Vladimir Putin, supostamente declarou em uma cúpula OTAN-Rússia em 2008 que, se a Ucrânia se juntasse à OTAN, seu país poderia disputar a anexação do leste ucraniano e da Crimeia. Alguns analistas acreditam que a atual liderança russa está determinada a impedir um equivalente russo da Revolução Laranja Ucraniana na Rússia. Essa mentalidade deve explicar não apenas a política doméstica russa, mas também sua sensibilidade em relação aos eventos no exterior. - A partir de novembro de 2013, a decisão do presidente ucraniano Viktor Yanukovych de desistir de assinar um acordo de integração com a União Europeia iniciou um período de agitação civil entre os ucranianos que eram favoráveis à integração com a União Europeia e aqueles que queriam laços mais estreitos com a Rússia, culminando na Revolução da Dignidade. A Rússia aproveitou essa instabilidade política para anexar a Crimeia em março de 2014, embora a Ucrânia ainda reivindique soberania sobre o território. A Rússia também supostamente apoiou forças separatistas na guerra em Donbas. Em dezembro de 2015, hackers russos supostamente invadiram as redes elétricas da Ucrânia, levando a um apagão e terror generalizado. Em 24 de fevereiro de 2022, a Rússia lançou uma invasão da Ucrânia, o que levou a Ucrânia a romper os laços diplomáticos com o país. |
| Serbia                 | 15 April 1994                       | Ver Relações entre Sérvia e Ucrânia - A Sérvia reconheceu a Ucrânia em dezembro de 1991 pela decisão sobre o reconhecimento das ex-repúblicas da União Soviética. - A Ucrânia tem uma embaixada em Belgrado. - A Sérvia tem uma embaixada em Kiev. |
| Slovakia               | 30 January 1993                     | - A Eslováquia tem uma embaixada em Kyiv, um consulado geral em Uzhhorod e dois consulados honorários (em Donetsk e Uzhhorod). - A Ucrânia tem uma embaixada em Bratislava e um consulado geral em Prešov. - Os países compartilham 90 km de fronteira. - Durante o período entre guerras, a província ucraniana Zakarpattia Oblast fazia parte da Tchecoslováquia. |
| Slovenia               | 10 March 1992                       | - A Eslovênia tem uma embaixada em Kiev e dois consulados honorários (em Kharkiv e Lviv). - A Ucrânia tem uma embaixada em Ljubljana. - Ambos os países são membros de pleno direito da Organização para a Segurança e Cooperação na Europa. |
| Espanha                | 30 January 1992                     | - A Espanha reconheceu a independência da Ucrânia em 1991. - A Espanha tem uma embaixada em Kiev. - A Ucrânia tem uma embaixada em Madrid e um consulado-geral em Barcelona e um consulado em Málaga. |
| Suécia                 | 13 January 1992                     | - A Suécia tem uma embaixada em Kiev e um consulado honorário em Kakhovka. - A Ucrânia tem uma embaixada em Estocolmo. |
| Suiça                  | 6 February 1992                     | - O contato entre a Suíça e a Ucrânia remonta aos tempos czaristas. - A Suíça reconheceu a Ucrânia em 1991 e imediatamente abriu uma embaixada em Kiev. - A Ucrânia tem uma embaixada em Berna. |
| Reino Unido            | 10 January 1992                     | - O Consulado-Geral do Reino Unido em Kiev abriu em novembro de 1991 e tornou-se uma embaixada em janeiro de 1992. - A Ucrânia abriu uma embaixada em Londres em outubro de 1992 e um consulado geral em Edimburgo em fevereiro de 2002. |

### Oceania
| País          | As relações formais começaram | Notas |
| ------------- | ----------------------------- | --- |
| Australia     | 10 de janeiro de 1992         | - A Austrália e a Ucrânia têm um tratado bilateral de acordo e cooperação econômica, assinado em março de 1998. - A Ucrânia abriu uma embaixada em Camberra em março de 2003. - A Austrália tem uma embaixada em Kiev. |
| Nova Zelândia | 3 de março de 1992            | - A Nova Zelândia reconheceu a Ucrânia como um estado independente em 27 de fevereiro de 1992. - Desde 2015, a Embaixada da Nova Zelândia em Varsóvia (Polônia) foi credenciada para atuar como embaixada da Nova Zelândia na Ucrânia. Desde outubro de 2008, o consulado honorário da Nova Zelândia opera em Kyiv. Em dezembro de 2007, a Embaixada da Ucrânia na Austrália foi credenciada para atuar como embaixada da Ucrânia na Nova Zelândia. - Em abril de 2006, o ministro das Relações Exteriores da Nova Zelândia fez uma visita oficial à Ucrânia. |
| Ilhas Salomão | 27 de setembro de 2011        | A Ucrânia é representada nas Ilhas Salomão por sua embaixada em Camberra, Austrália. |
| Vanuatu       | 29 de setembro de 1999        | A Ucrânia é representada em Vanuatu por sua embaixada em Canberra, Austrália. |

## Relacionados
- Dissolução da URSS
- Guerra da Ucrânia
- Independência da Ucrânia